# Barragem de rejeitos

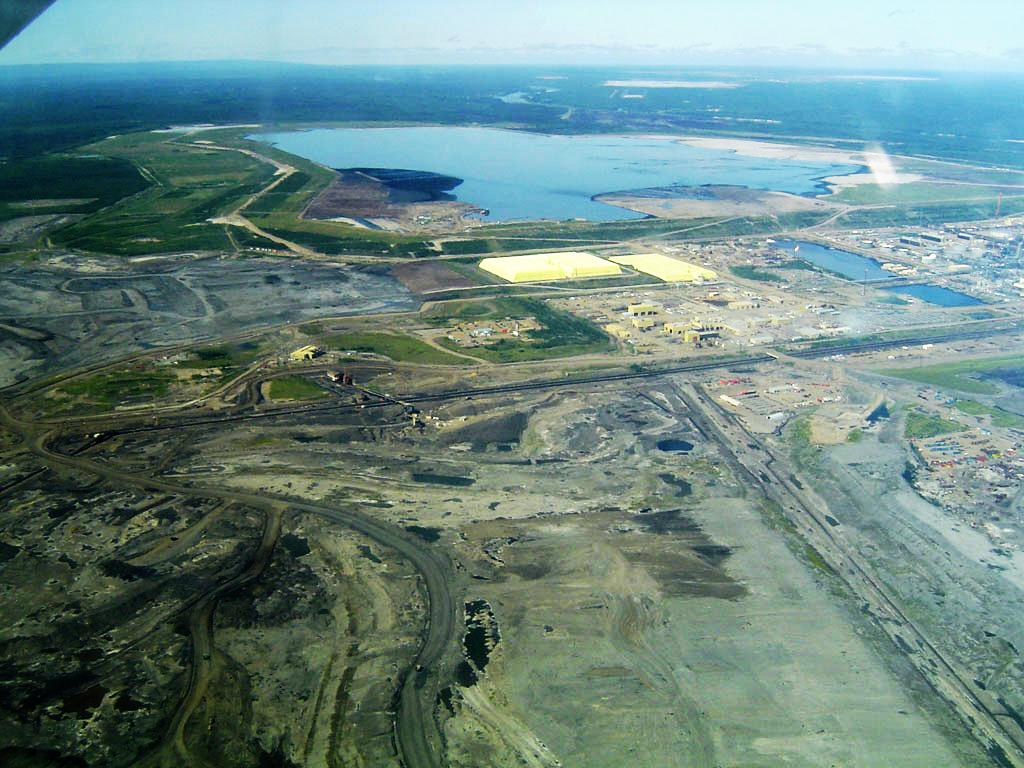
A barragem de rejeitos de Syncrude, no Canadá, uma das maiores do mundo.

Barragem de rejeitos é um reservatório destinado a reter resíduos sólidos e água resultantes de processos de extração de minérios. O armazenamento desses rejeitos é necessário a fim de evitar danos ambientais.
As características dos rejeitos variam segundo o tipo de mineral e o processo de beneficiamento empregado. Podem ser de granulometria fina (inferior a 0,074 mm), constituídos de siltes e argilas, materiais que apresentam alta plasticidade, alta compressibilidade e de difícil sedimentação, sendo depositados sob forma de lama. Os rejeitos também podem ser formados por materiais não plásticos (areias), de granulometria mais grossa, altamente permeáveis e com boa resistência ao cisalhamento, ao contrário dos rejeitos de granulometria fina.
O transporte dos rejeitos, sob a forma de polpa, pode ser feito por gravidade, através de canais ou dutos, com ou sem sistemas de bombeamento, a depender da inclinação do terreno e da distância entre a instalação de beneficiamento do minério e o local do descarte do material.

## Alteamento
Eventualmente é necessário ampliar a capacidade de armazenamento de uma barragem de rejeitos mediante a construção de alteamentos. Existem três métodos de alteamento:
- O método para montante consiste, inicialmente, na construção de um dique inicial ou de partida, utilizando-se geralmente aterro compactado ou enrocamento. Os rejeitos são descarregados hidraulicamente, por meio de canhões ou hidrociclones, desde a crista (parte mais alta) do dique de partida, formando uma praia de rejeito que, com o tempo, será adensada e servirá como fundação e fornecerá material para futuros diques de alteamento, que serão construídos com o próprio material do rejeito. O processo é repetido até que seja atingida a cota de ampliação prevista no projeto. Esse método é o mais simples e de mais baixo custo de construção, porém está associado à maioria dos casos de ruptura de barragens de rejeitos em todo o mundo,[2][3] a exemplo do que ocorreu no caso da barragem de Fundão, no subdistrito de Bento Rodrigues, Minas Gerais, em 5 de novembro de 2015[4] e o rompimento de barragem em Brumadinho, Minas Gerais, em 25 de janeiro de 2019.
- O método de alteamento para jusante é mais conservador, no sentido de que foi desenvolvido para reduzir os riscos de liquefação em zonas de atividade sísmica. A instalação de um núcleo impermeável e zonas de drenagem permitem que esse tipo de barramento contenha um volume substancial de água diretamente em contato com o seu talude a montante, sem que haja comprometimento da estabilidade da estrutura. Da mesma forma que no método de alteamento para montante, é inicialmente construído um dique de partida com aterro compactado ou enrocamento. Os rejeitos são depositados a montante desse dique. À medida que a borda livre é atingida, são feitos alteamentos sucessivos para jusante. A principal vantagem desse método é a ausência de restrição, em termos de estabilidade, para a altura final do barramento, pois cada alteamento é estruturalmente independente dos rejeitos lançados a montante. As desvantagens são o alto custo dos alteamentos, devido ao grande volume de aterro necessário, além da grande área ocupada pela barragem. Assim, a limitação da altura final de uma barragem de rejeitos alteada para jusante dependerá basicamente da área de terreno disponível.[3]
- O método de alteamento na linha de centro tem estabilidade superior à da barragem alteada para montante, porém não requer um volume de materiais tão grande, como no alteamento para jusante. Da mesma forma que nos outros dois métodos, é construído um dique de partida, a fim de formar uma praia de rejeitos a montante. O sistema de disposição dos rejeitos é similar ao do método de alteamento para montante: os rejeitos são lançados a partir da crista do dique inicial. Quando os alteamentos se tornam necessários, novos diques são construídos, tanto sobre os rejeitos dispostos a montante quanto sobre o aterro do dique anterior, de forma que o eixo de simetria se mantém.

## No Brasil
Em relatório com dados da Agência Nacional de Mineração (ANM) divulgado em janeiro de 2019, o Brasil tem cerca de 200 barragens de mineração com potencial de dano considerado alto, classificação igual a da barragem 1 da mineradora Vale no Córrego do Feijão, em Brumadinho (MG), que se rompeu.
A ANM tem duas categorias de classificação de barragens:
- dano potencial – quando se refere ao que pode acontecer em caso de rompimento ou mau funcionamento de uma barragem, levando em consideração as perdas de vidas humanas e impactos sociais, econômicos e ambientais;[5]
- risco – quando se refere aos aspectos que possam influenciar na possibilidade de ocorrência de acidente.[5]

O Brasil e o Chile proibiram a construção de barragens a montante, consideradas muito perigosas, e as cerca de cinquenta existentes no estado brasileiro de Minas Gerais terão de ser desativadas até 2035. 